# Бабинець Сергій Володимирович
Бабинець Сергій Володимирович (нар. 5 вересня 1987, Київ) — український хокеїст і функціонер. Восьмиразовий чемпіон України, найкращий бомбардир за історію чемпіонатів України з хокею, найкорисніший гравець чемпіонату України-2022/2023.

## Дитинство
Сергій народився 5 вересня 1987 року в Києві, у сім'ї хокейного судді міжнародної категорії Володимира Бабинця. Саме він вперше привів п'ятирічного сина на хокей. «Оскільки тато постійно був на льоду, в Палаці спорту, я змалечку завжди знаходився поряд», - розповідав Сергій. З тих пір улюбленою командою маленького Бабинця став київський «Сокіл». Заняття хокеєм однак Сергій почав в іншій київській хокейній школі «Крижинка», в тренера В’ячеслава Лепехи, який вів 1984 рік. Річ у тім, що в той час, як Бабинець дошкільням виявив бажання тренуватися, в «Соколі» команда його 1987 року народження ще не утворилася.

У «Сокіл», до тренера Юрія Крилова, хлопець потрапив трохи згодом. У соколівській групі 1987 р.н. тоді виділялися Павло Борисенко і Олексій Войцехівський. Також поряд із Бабинцем заняття хокеєм розпочинали Володимир Алексюк, Артем Невєров, Роман Благий. З Благим Сергій пізніше виступатиме регулярно разом протягом усієї кар’єри – за «Сокіл», «Донбас», «Маріуполь», національну збірну України. 
«Я Рому знаю з дитячого садка. Розуміння в нас на нейронному рівні, ми відчуваємо одне одного спинним мозком», - коментує Сергій.

## Професійний дебют
У першому десятилітті 2000-х «Сокіл» виступав у Відкритому чемпіонаті Білорусі. Перед учасниками турніру стояла вимога: в заявці мало бути не менше п’яти хокеїстів не старших 18 років. Щоб виконати це правило, тренер киян Олександр Сеуканд переглядав найталановитіших вихованців ДЮСШ «Сокіл». Так у 16-річному віці на літній збір із першою командою потрапили Бабинець, Благий і Невєров. У першій двосторонній грі Сергій закинув шайбу, але тоді Сеуканд в заявку на сезон-2004/2005 його не включив, відправивши в другу команду, яка виступала в чемпіонаті України.
Однак там Бабинець теж не затримався, бо отримав пропозицію виступати за «Брест-2» у чемпіонаті Білорусі серед фарм-клубів. Крім нього, туди запросили ще трьох українців – Романа Благого, Антона Рослякова і Михайла Радецького. За сезон у Білорусі Бабинець проявив себе непогано, але влітку 2005-го повернувся додому. Причина – в Києві поряд із головною командою «Сокола», яка виступала у Відкритому чемпіонаті Білорусі, створився «Сокіл-2», котрий під керівництвом Анатолія Степанищева грав у національному чемпіонаті України і в чемпіонату Білорусі серед фарм-клубів.
Проте повернення у «Сокіл» запам’яталося Бабинцеві не стільки грою, скільки першою важкою травмою в кар’єрі, отриманою в 2006 році – вивихом плеча, який потім нагадував про себе рецидивами щороку. Чотири роки поспіль Сергій через це пошкодження випадав з обойми мінімум на місяць. Зв’язки лівого плеча тягнулися, і врешті хокеїстові не залишалося нічого іншого, як погодитися на операцію. Все пройшло вдало і більше його ця травма не турбувала.

## Перших два чемпіонства
Найкомфотніше в «Соколі-2» Бабинець, за його власним зізнанням, почувався за тренерства Сергія Лубніна, який очолював команду у 2007-2009 роках. 
«Сергій Миколайович створив потужний колектив, у якому мені була відведена роль одного з лідерів. Дуже вдячний цьому тренерові, що він у мене повірив. Більше того, можу стверджувати, що в процесі становлення мене як хокеїста, який вміє забивати, здатен бути лідером роздягальні і на льоду, роль Лубніна є визначальною. Сергій Миколайович першим побачив мої задатки і розвинув їх. Мені дуже пощастило працювати з цим тренером два роки. Саме то відрізок дав поштовх для всієї моєї кар’єри», - стверджує Бабинець.
Саме під керівництвом Лубніна Бабинець навесні 2008-го вперше в кар’єрі став чемпіоном України. «Сокіл» у ті роки був гегемоном українського хокею і перемагав на внутрішній арені навіть другою командою. Бабинець стверджує, що надзвичайної впевненості йому тоді надав перший кар’єрі хет-трик, зроблений у виїзному матчі проти «Дніпра». Сергій тоді грав у молодіжній ланці разом із Антоном Росляковим і Тарасом Бегою.  
«Ці три шайби дали мені змогу повірити, що можу грати в такій команді і з такими майстрами», - казав Бабинець. 
Друге чемпіонство Бабинець цілком заслуговував отримати в 2009-му. Пропри згадувану вище травму, він виступав у регулярному чемпіонаті ( 5 матчів, 3 голи + 11 передач). А на плей-оф тоді керівництво «Сокола» заявило досвідчених хокеїстів, які представляли перший склад у Відкритому чемпіонаті Білорусі. Власне, вони перемогли у фінальній серії «Білий Барс» і першими підняли над головою щойно випущений чемпіонський кубок, який вручається переможцям національної першості України понині.

Бабинцеві вперше судилося отримати цей трофей через рік, навесні 2010-го, коли «Сокіл-2» вже очолював тренерський дует Анатолій Дьомін – Василь Бобровников. Причому 22-річний нападник був тоді капітаном команди. 
«Підняти чемпіонський кубок у 22 роки в статусі капітана – то щось особливе», — ділиться емоціями Сергій.

## «Донбас»
Бабинець мав велике бажання залишитися в «Соколі», який завжди вважав рідною й найулюбленішою командою. Проте після п’яти років у другому складі тренер основи Сеуканд надалі не бачив Сергія в провідній когорті. Як наслідок, Бабинцю довелося шукати інші варіанти продовження кар’єри. Спершу разом з іншим українцем Павлом Акімовим спробував закріпитися в казахстанському «Казахмисі». Провів за них кілька товариських матчів, але проявити себе належним чином не зміг. Тому повернувся додому і прийняв пропозицію від новоствореного клубу «Донбас». У професіонали донеччани перейшли з аматорів.

У той час багато хто скептично сприймав амбіційні наміри «Донбаса» — стати чемпіонами. Але в ході першого сезону команда підсилилася сильними легіонерами, знаними українськими гравцями калібру Олександра Бобкіна, Євгена Пастуха, Дмитра Толкунова. З Казахстану повернувся Роман Благий. Лідером команди був капітан Дмитро Ісаєнко. В підсумку той «Донбас» під керівництвом Олександра Куликова став чемпіоном України, перегравши в фіналі якраз «Сокіл».
 «В нас була справжня банда. Ми зробили майже неймовірне, перегравши в фіналі «Сокіл», команду, яка була кістяком збірної України. У мене були двоякі почуття, проте був задоволений, що зміг доказати Сеуканду, що щось можу. В нас ніхто не вірив, але ми змогли принести «Донбасові» перше в його історії чемпіонство», — каже Бабинець.
При цьому сам Бабинець відіграв одну з ключових ролей у перемозі в фінальній серії над рідним «Соколом». Сергій закинув першу шайбу «Донбаса» в домашньому матчі на арені «Дружба» в Донецьку. «Сокіл» тоді відкрив рахунок — відзначився Роман Малов. Бабинцю вдалося забити у відповідь.  
«Єгор Смолін віддав передачу, я підставив ключку і вразив ворота Костянтина Сімчука. «Дружба» тоді була заповнена. Після цього голу на трибунах було якесь божевілля», — говорить Сергій.
Власник «Донбасу» Борис Колесніков створив такі умови, що з часом до Донецька їхали всі найкращі українські хокеїсти. Починаючи з сезону-2011/2012 виступало вже два «Донбаси» — один у вищій хокейній лізі РФ, інший – у чемпіонаті України. Бабинець грав у тому, що виступав на всеукраїнському рівні. І став чемпіоном України ще двічі, четвертий і п’ятий раз у кар’єрі.

У «Донбасі» Сергій був на провідних ролях. Але в першу команду донецького клубу, яка вже виступала в російській Континентальній хокейній лізі, пробитися не зміг. 
«Конкуренція була вражаючою. Українців у «Донбасі» кахаелівського зразка було, здається, всього сім – Сергій Варламов, Руслан Федотенко, Олексій Понікаровський, Антон Бабчук, Олександр Матерухін, Віталій Доніка і Максим Квітченко. Перші четверо грали в НХЛ. Пробитися в ту команду було неймовірно важко. Люди рівня Віталія Люткевича, Олександра Побєдоносцева грали разом зі мною за «Донбас-2» в чемпіонаті України. Нічого, не зіграв у КХЛ, зате тричі поспіль став чемпіоном України. То незабутні спогади», - констатує Сергій.

## Перехід у Росію
Влітку 2013-го, після трьох поспіль чемпіонств у складі «Донбаса», Бабинець опинився в «Білому Барсі». Несподівано, але лише на перший погляд, адже до Білої Церкви тоді переїхало більшість хокеїстів, які не потрапляли в основний склад донеччан, той, який грав у КХЛ. У «Білому Барсі» тоді зібрався сильний колектив, у якому, крім Бабинця, виділялися інші нападники Артем Бондарєв, Микита Буценко, Руслан Безщасний, Олександр Караульщук, Євген Пастух, Олександр Яковенко, Іван Савченко, оборонці Дмитро Толкунов, Володимир Алексюк та Ігор Когут, а також шість легіонерів (п’ять латвійців і білорус). Таким складом «барси» з Олександром Куликовим на чолі посіли друге місце, поступившись у фіналі київському «Компаньйону».

Догравали команди сезон-2013/2014 тоді, коли на сході України вже почалася війна. Саме з цієї причини доля наступного чемпіонату тривалий час залишалася невизначеною. Гравці опинилися на роздоріжжі. Певний час ще жевріла надія, що провідні клуби України допустять до виступів у чемпіонаті Польщі. Але цей варіант відпав. 
«Доведеться йти і продавати шаурму. Ми катаємося на голому ентузіазмі, з любові до хокею. Український хокей зараз просто забули, його немає», - казав тоді Сергій.
Гравці вимушені були шукати щастя за кордоном. Бабинець вже у ході сезону-2014/2015, у грудні опинився в клубі третього за силами російського дивізіону «Славутич» зі Смоленська. Такий крок з огляду на війну зрозуміли не всі. 
«Хотілося залишитися в хокеї, продовжувати виступати за національну збірну, заробляти гроші. Коли один із агентів запропонував мені поїхати в Смоленськ, мені важко далося це рішення. Але відмовитися теж, мабуть, не міг, бо ризикував випасти з хокейного процесу і, можливо, загубив би кар’єру. Разом з тим, вважаю, що своїм приїздом здійснив неабияку просвітницьку місію. Всім росіянам, з ким там спілкувався, розповідав про те, що сталося в Україні, хто анексував Крим і хто воює на Донбасі. Мені здалося, я відкривав очі своїм співрозмовникам, зокрема хокеїстам смоленського «Славутича». Люди там загіпнотизовані новинами, які їм подаються пропагандистськими ЗМІ. Вони ставилися до мене обережно. Але з часом я зумів їх переконати, що не треба в українцях шукати ворогів. Постійно наголошував на тому, що пишаюся тим, що є українцем. І мені боляче від того, що робить їхня держава на нашій території. Так, був момент, коли зі мною на тему моїх висловлювань серйозно розмовляли керівники клубу. Але мені вистачило досвіду і дипломатичних навичок, щоб переконати: нічого поганого я не говорив», - розповідав Бабинець.

## Повернення в «Донбас»
Через проблеми з документами Сергій не міг у Росії грати у виїзних матчах. Та й загалом, за його власним твердженням, у Смоленську не бракувало труднощів, там були не найліпші умови для роботи. Але Бабинець зміг витиснути з того відрізку максимум. Власне, проявивши себе під час того вояжу, Сергій заслужив повторне запрошення у відновлений наступного сезону «Донбас». А вже розкрився сповна, ставши одним із найкращих бомбардирів чемпіонату України – 45 голів і 74 передачі в 40-ка матчах регулярного чемпіонату, 3 шайби + 3 асисти в семи матчах плей-оф і шостий титул чемпіона України в скарбничку.

У фінальній серії «Донбасу» протистояли київські «Дженералз». У воротах столичної команди тоді дуже сильно грав Едуард Захарченко. 
«Едик просто все тягнув! Нам було дуже важко. В другому матчі ми першими пропустили. Наприкінці першого періоду виходив «один в нуль». Сашко Побєдоносцев мене скосив. Я сам заробив булліт і сам його у ворота Захарченка реалізував. Цікаво, що перед буллітом тренери «Дженералз» Вадим Шахрайчук і Костянтин Сімчук намагалися вивести мене з рівноваги репліками. Але їм не вийшло. Закинувши шайбу, повернувся до Вадима Валерійовича і Костянтина Миколайовича і поглядом запитав: «Ну як?» Пізніше в цьому матчі «Дженералз» повторно вийшли вперед, але я закинув вдруге, з передачі свого близького друга Всеволода Толстушка. Думаю, цим матчем ми змогли захопити перевагу в протистоянні з «генералами» і врешті здобути чемпіонство. У «Донбасі» — наймастровитіші, найсильніші хокеїсти. Точніше, кожна не лише кожна крупинка окремо, а всі ми разом. Тільки коли працює все разом, можна досягти перемоги», - коментував Бабинець.
Через рік, у 2017-му, Сергій разом з «Донбасом» здобув уже сьоме чемпіонство в кар’єрі. То за умови, що сезон Сергій знову розпочинав у «Білому Барсі», але був повернений до лав донецького клубу з огляду на ігрові труднощі, які відчувала очолювана Анатолієм Степанищевим команда після того, як за підсумками попереднього сезону завершив кар’єру її лідер і капітан Сергій Варламов.

## Словаччина
З сезону-2017/2018 життя українських хокеїстів змінилося кардинально. З ініціативи власника хокейного клубу «Донбас» Бориса Колеснікова, який водночас був головним бенефіціаром Української хокейної ліги, УХЛ ухвалила рішення про введення вікового цензу для гравців, які можуть виступати в чемпіонаті України. Виступати в турнірі з цього часу могли спортовці, не старші 25-ти років. Таким чином, в одну мить права на професію в рідній країні були позбавлені десятки, якщо не добра сотня українських хокеїстів. Кар’єри продовжили лише ті гравці старші 25-ти років, які за рівнем гри могли влаштуватися в закордонних клубах. Українські ж клуби за відсутності достатньої кількості молодих хокеїстів вкомплектувалися іноземними, головно російськими виконавцями. То був серйозний удар найперше по національній збірній України.
Бабинцеві влаштуватися за кордоном допоміг вдалий виступ на домашньому чемпіонаті світу. Він отримав кілька цікавих пропозицій з різних країн і спершу разом із Микитою Буценком поїхав у Казахстан, в «Орлан» з Кокшетау. В принципі, варіант був непоганий, бо команда мала чемпіонські амбіції. Проте чемпіонату передував кубковий турнір. Перед «Орланом» поставили завдання – виграти цей трофей. «Орлан» грав непогано, зокрема на провідних ролях був і Бабинець. Проте кубка команда не виграла і на легіонерські позиції привезли гравців з досвідом виступів у КХЛ. «Орлан» у підсумку став чемпіоном Казахстану. А Бабинець повернувся додому і попервах не мав роботи.

У підсумку він влаштувався у сусідній Словаччині, в клубі Екстраліги «Детва». Правда, провівши всього п’ять матчів, закріпитися в команді не зміг. Сам стверджує, що через те, що не вдалося домовитися про фінансові умови. І невдовзі опинився в клубі другого за силами дивізіону Словаччини «Пряшів Пінгвінс». Там Бабинець проявив себе з найліпшого боку. Крім Сергія, в команді виступало ще два українці - Павло Таран і Владислав Гаврик.
«Словаки в хокеї – немов бразильці в футболі. З дитинства там хокеєм займаються майже всі хлопчики й дівчатка. Люди розбираються в хокеї, стиль гри всіх команд – яскраво атакувальний. Кожен гравець вміє підкручувати, виконувати підкидки. Тренерський стиль словацьких спеціалістів мені імпонує тим, що там не робиться акцент на оборонних побудовах. Натомість українські тренери найперше піклуються про те, щоб гравці не помилилися і не дали нагоди створити небезпеку суперникам. Вада наших фахівців полягає в тому, що вони приділяють мало уваги творінню. «Мені байдуже, скільки ви заб’єте. Головне – не пропустити», - так у нас кажуть? Через те навіть найнеоковирніший словацький хокеїст вміє на льоду те, що в нашому хокеї вважається чимось надзвичайним. Він вміє закидати шайби, кидати сходу, обігрувати. Словаччина – хокейна країна, то немов маленький, семирічний Сергійко Бабинець. Тільки там «хворіють» на хокей усі, від мала до велика. На хокейні стадіони ходять сім’ями. І підтримують команди своїх міст активно, а не сидячи мовчки на трибунах. На відміну від нас, у Словаччині є культура вболівання. Діти, які займаються хокеєм, відчувають себе одним цілим з командою, в школі якої вони займаються. У нас ця єдність була, але з роками ми її втратили», - розповідає Бабинець.
Загалом у Словаччині Бабинець провів два роки. Найуспішнішим виявився сезон-2018/2019, у складі клубу другого дивізіону «Гуменне», за який Сергій закинув 25 шайб і віддав 17 передач у 47-ми матчах і грав у матчі всіх зірок другого словацького дивізону.

## «Білий Барс»
Після Словаччини продовжувати кар’єру Бабинець планував у Румунії. Разом з Дмитром Німенком Сергій мав переходити в «Стяуа» з Бухаресту. Але останньої миті трансфер зірвався і продовжити кар’єру в сезоні-2019/2020 32-річний хокеїст вирішив у «Білому Барсі», команді наполовину молодіжній, але де грало кілька дійсно досвідчених майстрів – Володимир Алексюк, Павло Таран, Владислав Куцевич. Бабинець грав в одній трійці з юним центрфорвардом Назаром Ружніковим і, звісно, з Романом Благим. Саме Сергій (18+34) і Роман (21+20) стали найкращими бомбардирами «Барса» в регулярному чемпіонаті і допомогли команді вийти в плей-оф.

У сезоні Бабинець знову розраховував влаштуватися десь за кордоном. Однак через обмеження, пов’язані з пандемією коронавірусу, це було непросто. Довелося залишатися в «Білому Барсі». Більше того, на старті чемпіонату України-2020/2021 Сергій розірвав хрестоподібні зв’язки і вибув майже на п’ять місяців. А в першому після повернення на лід матчі 13 січня 2021-го допоміг «Білому Барсу» створити сенсацію і обіграти 3:2 «Сокіл». А вже в наступному поєдинку Сергій відзначився дублем у матчі з «Кременчуком».
«Не дарма я називаю «Білий Барс» центром з виробництва і реабілітації українських хокеїстів. Напередодні сезону ми втратили 14 гравців. Усі вони – системотворчі виконавці, які формували наш ігровий почерк. Нині у нас на майданчику не бракує хлопців 2003 року народження. Ті, хто народився в 2002-му – вже ледь не ветерани. Тому подвійно радий, що Бабинець повернувся. Після тієї травми, яка в нього була, відновлюватися вкрай складно. Відзначу, що клуб у важку хвилину Бабинця наодинці з труднощами не залишив. Наше спільне щастя, що Сергій повернувся в хокей. Так, йому зараз важко. Але перемоги, поїздка в автобусі, емоції після переможного матчу в роздягальні додають впевненості і рани заживають швидше», - коментував повернення одного з лідерів команди наставник «Барса» Костянтин Буценко.
За підсумками регулярного чемпіонату «Білий Барс» посів сьоме місце серед восьми команд, вийшов у плей-оф і в першому раунді поступився «Кременчуку».

## «Маріуполь»
Навесні 2021-го, ледь завершився попередній сезон, Бабинець разом із Романом Благим уклали контракт з «Маріуполем». Клуб, який фінансувався частково муніципальною владою, частково структурами, близькими до Бориса Колеснікова, мав амбіції боротися за медалі наступного чемпіонату і з прицілом під це комплектував склад. Тренер команди Сергій Вітер, з яким Бабинець раніше співпрацював у «Донбасі», обіцяв хокеїстові провідні ролі в колективі, наділив його обов’язками асистента капітана.
Однак коли сезон розпочався, ланка Бабинця була третьою-четвертою. Головні ролі відводилися російським легіонерам. Сергія такий стан речей відверто пригнічував. Додатково до всіх бід, перед самим викликом у національну збірну України для участі в Меморіалі Тамаша Шаркозі в Будапешті Бабинець на тренуванні зіткнувся з російським голкіпером «Маріуполя» Алєксєєм Трифоновим і важко пошкодив коліно. Рецидив травми хрестоподібної зв’язки вивів хокеїста з ладу і змусив незадовго до початку повномасштабного вторгнення РФ на територію України оголосити про завершення кар’єри. Хірургічне втручання Сергієві допомогло вільно ходити, але стаючи час від часу на ковзани під час тренувань, він відчував побоювання, що після невдалого руху чи зіткнення можуть виникнути ускладнення.

## Повернення в «Сокіл»
У серпні 2022-го, коли пішла мова про проведення чемпіонату України в умовах війни, Бабинця запросив у київський «Сокіл» тренер команди Костянтин Сімчук. Після певних вагань Сергій погодився. А перед тим заявив, що збирається не просто повернутися, а й побити рекорд результативності чемпіонатів України, який належав Микиті Буценку.
Бабинець ризикнув і не прогадав. Тренери Сімчук і Бондарєв зібрали в «Соколі» чимало досвідчених хокеїстів, частина з яких, так само як Бабинець, відновила кар’єри, але навіть після триваліших пауз. Мова про оборонця Артема Євсейчика, нападників Валентина Алексюка, Ігоря Слюсаря, а також Артема Бондарєва, який став граючим тренером у ході сезону. Крім того, виступав, але мав вільний графік тренувань Роман Благий. Бабинця тренерський штаб ставив у трійці з капітаном команди, центрфорвардом Вадимом Мазуром і старим знайомим за «Донбасом» і «Маріуполем» Володимиром Чердаком. Це тріо виявилося найрезультативнішим у «Соколі» чемпіонського зразка: Чердак набрав 49 (18+31) очок, Бабинець – 41 (16+25), Мазур – 36 (13+23). Розбавив цю компанію на бомбардирській вершині команди Благий – 35 (12+23).
У ході сезону Бабинець став найкращим снайпером, асистентом і найрезультативнішим за системою «гол+пас» за історію чемпіонатів України. То за умови, що паралельно Сергій виконує функції менеджера юнацької і молодіжних збірних України. В лютому 2023-го він пропустив частину матчів «Сокола», бо перебував зі збірною України U18 на зборі в Будапешті. Там ошпарив кавою ногу. Опік не давав нормально ходити, але при цьому Сергій не припиняв тренувань.
Бабинець був лідером роздягальні і став MVP, найкориснішим гравцем плей-оф чемпіонату України-2022/2023. Саме Сергій, зігравши на добиванні після кидка Чердака, закинув золоту шайбу у другому овертаймі вирішального, п’ятого матчу фіналу, в якому «Сокіл» переміг «Кременчук» 1:0. Для Бабинця це чемпіонство - восьме в кар'єрі.

Цей чемпіонат був особливим, бо його доводилося проводити в умовах війни. Гравці регулярно змушені були переривати матчі і поспішати в бомбосховища через повітряні тривоги, які попереджували про можливі ракетні обстріли українських міст військами Російської федерації. 
«Коли ми вийшли на лід у першій грі, дуже пишалися своєю країною та нашими співвітчизниками. Ми ще живі і ще граємо в хокей. Нас переповнюють емоції, але я не знаю, хто це може витримати, крім українців. До повітряних тривог ми вже звикли, це було тисячі разів… Інша історія, коли це сталося вперше. Це було так страшно, справжній жах», – сказав Бабинець.
У травні 2023-го підписав з «Соколом» контракт на сезон-2023/2024.

## Національна збірна України
Впродовж кар’єри Сергієві так «таланило», що тренери, які працювали зокрема з юнацькою та молодіжною збірними, не викликали талановитого гравця до лав команд. А в національній збірній зразка початку другого десятиліття 2000-х ще вистачало майстрів, які виступали за Україну в топ-дивізіоні чемпіонату світу. Пробитися туди молодому гравцеві було складно. Тож перший виклик у головну команду країни Бабинець отримав лише в 2015-му, коли збірну очолював Олександр Савицький. І відразу виступив на двох знакових турнірах – олімпійській кваліфікації і чемпіонаті світу в дивізіоні 1В.

Особливо пам’ятним вийшов чемпіонат світу, який відбувався в Заґребі. Савицький не просто включив Сергія до заявки, а поставив у першу ланку. Українці в хорватській столиці перемогли Румунію (6:1), Хорватію (4:1), Естонію (7:1), а також Велику Британію (2:1) у вирішальному матчі, після того, як у четвертому турі поступилися 1:2 Литві. Бабинець брав участь у всіх п’яти матчах, відзначився трьома асистами і допоміг команді повернутися в дивізіон 1А. Матчі якого в 2017 році відбувалися в київському Палаці спорту. 
«Для мене то були особливі відчуття. Бо як хокейний вболівальник з раннього дитинства, ставився саме до матчів у Палаці спорту по-особливому. Відіграв ті п’ять матчів на великому піднесенні, закинув дві шайби. І хоч команда тоді виступила невдало, та атмосфера залишиться в пам’яті на все життя. Навіть саме розуміння, що був частиною збірної України, змушує пишатися. Впродовж усієї кар’єри переді мною ніколи не стояло питання: їхати чи не їхати в збірну? Звісно, їхати, бо збірна – то над усім. Мене не цікавить, хто тренер, хто президент Федерації. Головне – синьо-жовті кольори і тризуб на грудях», - каже Сергій. 
На київському чемпіонаті світу-2017 збірна України програла всі п’ять матчів і вибула за підсумками турніру з дивізіону 1А. А в 2018-му, вже в дивізіоні 1В, ледь не вибула ще нижче. Вигравши стартовий поєдинок 3:0 у Румунії, потім наші хокеїсти програли Естонії (0:2), Хорватії (2:4), Литві (4:5 ОТ) і Японії (1:7). Бабинець у п’яти матчах відзначився чотирма асистами.
Ця невдача коштувала тренеру Савицькому посади. На наступний чемпіонат світу збірну України в 2019-му повіз вже Андрій Срюбко. Той чемпіонат, який відбувався в Таллінні став для Бабинця п’ятим і найуспішнішим у кар’єрі. Принаймні з огляду на результативність. Сергій закинув три шайби і віддав одну результативну передачу. А результат команди був схожим: поразки від Японії (2:3), Польщі (3:7), Румунії (1:5), Естонії (3:4 ОТ) і єдина перемога над Нідерландами (8:1), яка й дозволила зберегти прописку в третьому за силами дивізіоні світового хокею.
Як виявилося, той чемпіонат світу став для Бабинця наразі останнім у кар’єрі. У 2021-му і 2022-му світові першості не відбувалися у зв’язку з пандемією коронавірусу, в 2022-му Бабинець перебував у лазареті. Коли ж повернувся до виступів за «Сокіл», міжнародної кар’єри вирішив не відновлювати через проблеми з коліном.
Проте був у цьому відрізку епізод, який змальовує Бабинця з найліпшого боку. Трапилося це навесні 2021-го, коли збірна України зібралася під керівництвом нового головного тренера Вадима Шахрайчука вперше за півтора року. Щоб взяти участь у Beat Covid-19 Tournament у Любляні. На цих змаганнях, в яких, крім України були представлені лише команди з дивізіону 1А (Польща, Румунія, Австрія, Франція і Словенія) тренерський штаб не зміг виставити основного складу, оскільки виклик проігнорували 14 хокеїстів, які виступали за «Донбас» чи інші клуби, до фінансування яких причетний Борис Колесніков. Бабинець разом із Благим, перейшовши з «Білого Барса» в «Маріуполь», попри клубне представництво, викликом з лав збірної не знехтували. І зіграв Сергій у Любляні прекрасно: з чотирма шайбами і однією передачею він став найкращим бомбардиром команди.

## Поза льодом
Бабинець знайшов себе в ролі спортивного менеджера. Перший його досвід припав на команду Броварського спортивно-фахового коледжу. Ця команда за сприяння Федерації хокею України була створена на базі клубу «Білий Барс», у ту мить, коли наприкінці 2021 року український хокей у наслідок скандалу між власником ХК «Донбас» і низки інших українських хокейних клубів Борисом Колесніковим і ФХУ розколовся на дві частини: одні залишилися в офіційному чемпіонаті, під егідою національної Федерації, а інші почали грати в утворенні Колеснікова під назвою «Суперліга».  
Бабинець став генеральним менеджером БСФК і разом із головним тренером команди Олександром Бобкіним зайнявся комплектацією команди.
БСФК виступав в офіційному чемпіонаті України-2021/2022. Очки, набрані ще в до того єдиному чемпіонаті «Білим Барсом», перейшли до нього. До того білоцерківська команда залишалася єдиною, в складі якої не було іноземних хокеїстів. Але враховуючи, що клуб розпався на дві частини (більшість хокеїстів залишилися в БСФК з Бобкіним, але окремі спортовці переметнулися в неофіційний турнір, де виступала команда з назвою «Білий Барс» на чолі з Костянтином Буценком), Бабинцю довелося шукати підсилення серед іноземців. Ними виявилися росіяни Денис Давидов, нападники Тимур Башаров, Леонід Пасманік і Андрєй Лісіцин, а також казахстанський форвард Рамазан Алдамжаров.

БСФК за підсумками незавершеного через війну сезону-2021/2022 посів останнє, шосте місце, здобувши три перемоги у 27-ми матчах. 
«На той момент, коли отримав пропозицію працювати у новій ролі в БСФК, ще не був впевнений, що кар’єра завершена. Сприймав менеджерську діяльність як новий досвід на час відновлення після травми. В душі до останнього сподівався, що повернуся на лід. Відчував, що сили є, головне – відновитися після операції. В мене була мрія: після завершення гравецької кар’єри стати хокейним функціонером. Нині вона збувається. Ще раніше я свідомо цікавився різними пов’язаними з цією діяльністю питаннями, проходив навчальні курси спортивного менеджменту. Не буду приховувати: те, чим я зараз займаюся, мені подобається. Подобається управляти, створювати, допомагати», - каже Сергій.
Коли почалася війна, Бабинець продовжив роботу в Федерації хокею України. У перші дні російського вторгнення він провів титанічну роботу під час евакуації юних українських хокеїстів і їх родин за кордон. Сергій зарекомендував себе як гарний перемовник, виконавець і організатор. Загалом з допомогою ФХУ і Бабинця зокрема в безпеці, у країнах Західної Європи і Північної Америки опинилися понад восьми сотень українських хокеїстів, їх мам, братів і сестер.
Нині, продовжуючи виступи в професійному хокеї, Бабинець уже не збирається полишати роботи, якою займається в Федерації хокею України. Посаду менеджера юнацької (U18) і молодіжної (U20) збірних України Сергій отримав навесні 2022-го, після того, як до лав Збройних сил України з початком повномаштабної російсько-української війни добровольцем пішов його попередник, ще один екс-хокеїст Андрій Дворник.
Бабинець вільно володіє українською, російською, словацькою і англійською мовами.

## Досвід у політиці
Восени 2020-го, будучи чинним гравцем «Білого Барса», Бабинець вирішив спробувати себе в політиці. Він балотувався на місцевих виборах у Білій Церкві від партії «Удар Віталія Кличка» у четвертому виборчому окрузі (район Леваневського).
«Іду, щоб змінити ставлення політиків до спорту. У мене є досвід виступів в іноземних клубах. Там я бачив зсередини, як ставляться до спорту і яке місце посідає спорт у житті людей. У мене є чітке розуміння ситуації спорту в Україні, і в Білій Церкві зокрема, і я знаю, як поліпшити цю ситуацію. Хочеться, щоб наша талановита молодь мала шанс на здорове та спортивне майбутнє, щоб нам було ким пишатися», - казав, висуваючи свою кандидатуру Бабинець.
Перший досвід виявився невдалим: виборці не обрали Сергія депутатом білоцерківської міської ради.

## Особисте життя
Бабинець одружений. Його дружина Анна родом з Костянтинівки на Донеччині. Пара познайомилася в Києві, а пропозицію майбутній дружині Сергій робив на початку 2019-го, коли виступав у Словаччині, за «Гуменне», відразу після одного з матчів. Для коханої, яка приїхала погостювати, це було великою несподіванкою: Анна на запрошення диктора в арені вийшла на лід, де Сергій запропонував їй руку і серце. 
«Перед матчем зі «Скаліцею», я попередив про намір друзів, які були на трибунах, партнерів за командою. Звісно, потрібно було перемогти. І вже в першому періоді я на цьому піднесенні закинув шайбу в більшості. Ми виграли, а після матчу стали в коло, щоб за традицією разом прокричати традиційний клубний заряд. Цієї миті партнер за командою, білорус Глєб Билина вивів за руку на лід Аню. Кохана сказала «так» під овацію заповнених трибун», - згадує Сергій.
Трохи згодом у Києві пара влаштувала весілля. Нині Бабинці виховують чотирирічну доньку Алісу.

## Титули та досягнення
Восьмиразовий чемпіон України (2008, 2010, 2011, 2012, 2013, 2016, 2017, 2023)
Срібний призер чемпіонату України (2014)

### Особисті досягнення
MVP плей-оф чемпіонату України (2023)
Найкращий нападник чемпіонату України (2023)
Найрезультативніший гравець за історію чемпіонатів України - 524 очки (216 голів + 308 передач)